# Isla Bruit
Isla Bruit (en malayo: Pulau Bruit; también conocida como Pulau Beruit) es una isla de Malasia, que forma parte del estado de Sarawak. Situada en el Delta Rejang, 150 km al noroeste de Kuching, en división Mukah del distrito Daro. Con una población de alrededor de 30.000 personas, es la segunda isla más grande en Malasia después de Langkawi con una superficie de alrededor de 530 km².